# نامگذاری دنباله‌دارها

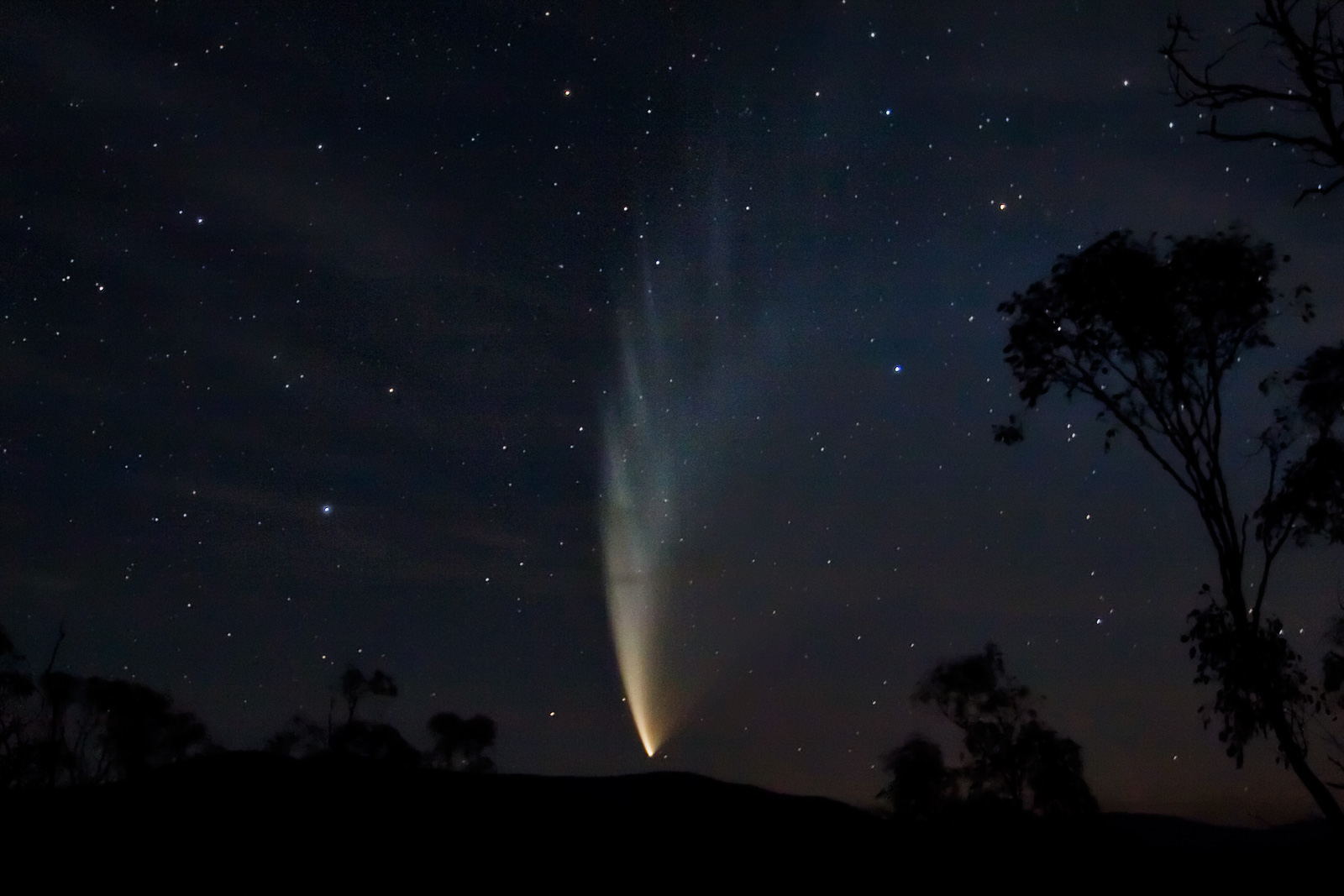
دنباله‌دار مک‌نات که نام خود را از کاشف آن رابرت مک‌نت برگرفته. این دنباله‌دار همچنین به نام دنباله‌دار بزرگ ۲۰۰۷ شناخته می‌شود با شناسهٔ C/2006 P1.

دنباله‌دارها از بیش از ۲۰۰۰ سال پیش در آسمان مشاهده شده‌اند که بادداشت‌هایی از رویداد به ثبت رسیده‌است. در طول این مدت، روش‌های مختلفی برای نامگذاری دنباله‌دارها برای هر دنباله‌دار استفاده شده‌است که در نتیجه بسیاری از دنباله‌دارها بیش از یک نام دارند.
ساده‌ترین سیستم، دنباله‌دارها را با استفاده از سال پیدایی، سالی که در آن رصد شده‌اند نامگذاری می‌کند (مثلاً دنباله‌دار بزرگ ۱۶۸۰). بعدها قراردادی مبنی بر استفاده از نام افراد مرتبط با این کشف (مانند دنباله‌دار هیل-باپ) یا اولین مطالعه دقیق (مثلاً دنباله‌دار هالی) در مورد هر دنباله‌دار شکل گرفت. در طول سدهٔ بیستم، پیشرفت در فناوری و جستجوهای اختصاصی منجر به افزایش گستردهٔ تعداد اکتشافات دنباله‌دار شد که منجر به ایجاد یک طرح تعیین عددی شد. طرح اولیه کدهایی را به ترتیبی که دنباله‌دارها از حضیض عبور می‌کردند اختصاص می‌داد (مثلاً دنباله‌دار 1970 II). این طرح تا سال ۱۹۹۴ عمل کرد، زمانی که افزایش مداوم تعداد دنباله‌دارهای یافت شده در هر سال منجر به ایجاد یک طرح جدید شد. این سیستم که هنوز به کار می‌رود، کدی را بر اساس نوع مدار و تاریخ کشف اختصاص می‌دهد (که نمونهٔ آن دنباله‌دار سی/۲۰۱۲ اس۱ (آیسون) است).